# Berkay Özcan
Berkay Özcan (Karlsruhe, 15 febbraio 1998) è un calciatore tedesco naturalizzato turco, centrocampista del Çaykur Rizespor, in prestito dall'İstanbul Başakşehir.

## Carriera
Fa il suo debutto nella prima squadra dello Stoccarda l'8 agosto 2016, contro il St. Pauli. Il 20 agosto dello stesso anno realizza la sua prima rete con i Roten, in occasione della vittoria esterna per 3-0 in coppa di Germania contro l'Homburg. Il 24 gennaio 2019 viene ceduto all'Amburgo.

## Palmarès

### Club

#### Competizioni nazionali
- Campionato tedesco di seconda divisione: 1

Stoccarda: 2016-2017
- Campionato turco: 1

Basaksehir: 2019-2020